# Distrito judicial de Cuzco
El distrito judicial del Cusco es una división administrativa del Poder Judicial del Perú. Tiene como sede la ciudad del Cusco y su competencia se extiende a las provincias que conforman el departamento del Cusco con excepción de los distritos de Kimbiri y Pichari de la provincia de La Convención.

## Historia
Los inicios de este distrito judicial se remontan a la existencia de la Real Audiencia del Cusco que fue creada a fines del siglo XVIII. El Cusco y su Real Audiencia reconocieron la capitulación de Ayacucho recién el 22 de diciembre de 1824 por lo que, como consecuencia, dio lugar a la existencia de la Corte Superior de Justicia del Cusco el 30 de diciembre de 1824. Su instalación se produjo el 1 de febrero de 1825 bajo la dictadura de Simón Bolívar quien, además, se encontraba presente en la ciudad. El primer presidente de la corte fue Vicente León Argüelles y los vocales fueron los señores Santiago Corbalán, Benito Laso de la Vega y Manuel Torres Matto. El fiscal de la corte fue el señor José María de Lara.
Por Ley N.º 8242 del 8 de abril de 1936 y se creó la Corte Superior de Justicia de Apurímac, la misma que se instaló el 7 de septiembre de 1936 bajo la presidencia de Óscar R. Benavides retirando los territorios del departamento de Apurímac de la competencia de este distrito con excepción de la provincia de Cotabambas. Recién en el año 2001, esa provincia salió de la competencia de este distrito para integrarse al Distrito Judicial de Apurímac
El 18 de junio del 2001 mediante Resolución Administrativa N.º 065-2001-CE-PJ se creó el distrito judicial de Madre de Dios  separando al departamento de Madre de Dios de la competencia de este distrito.

## Conformación
Consta de una Sala Civil, dos Salas Laborales y dos Salas Penales.
De acuerdo a la organización judicial del país, en el territorio de la ciudad del Cuzco funcionan ocho juzgados de paz (cinco pertenecientes al distrito de Cusco, uno al distrito de Santiago, uno al distrito de Wánchaq y uno al distrito de San Sebastián). Diecisiete juzgados especializados (dos de familia, cuatro civiles, seis penales, uno laboral y tres mixtos) y cinco salas superiores (dos penales y dos civiles y una mixta).

## Jurisdicción
El distrito judicial del Cusco tiene una jurisdicción sobre el departamento del Cusco y las provincias que lo conforman. Sin embargo, a la fecha de su creación, su jurisdicción alcanzaba los territorios de los actuales departamentos de Madre de Dios y Apurímac. En el caso de este último departamento, hasta el año 2001, se mantuvo a la provincia de Cotabambas dentro de la jurisdicción del distrito judicial del Cusco pasando en aquel año a la del distrito judicial de Apurímac
Los distritos de Kimbiri y Pichari de la provincia de La Convención no se encuentran bajo su jurisdicción ya que, por motivos de cercanía geográfica y facilidad de medios de transporte, se encuentran incluidos en el distrito judicial de Ayacucho.